# Marquisat de Casa Fuerte

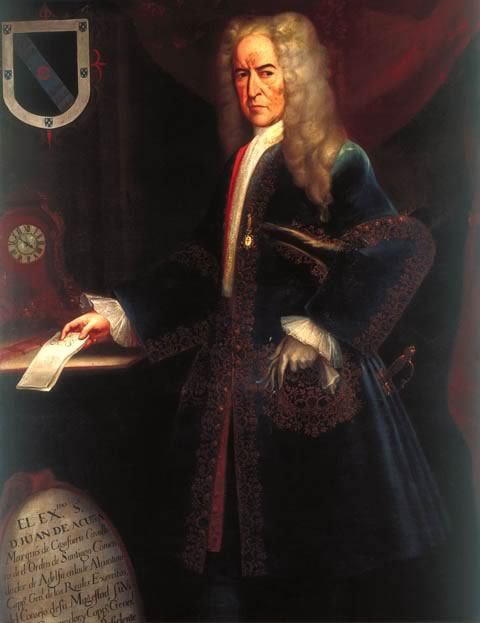
Portrait et armoiries de Juan de Acuña y Bejarano, marquis de Casa Fuerte.

Le marquisat de Casa Fuerte est un titre de noblesse espagnol créé en faveur de Juan de Acuña y Bejarano par le roi Philippe V d'Espagne en 1708.
Juan de Acuña était le fils de don Juan Vásquez de Acuña, un célèbre chevalier espagnol, résidant de la vice-royauté du Pérou, corrégidor de Quito et gouverneur de Huancavelica, qui épousa doña Margarita Bejarano, originaire de Potosí.
Âgé de treize ans, il fut envoyé en Espagne pour y être instruit, entrant à seize ans dans l'armée où il obtint quelques années plus tard le grade de capitaine général dans la vice-royauté d'Aragon et de Majorque.
Il devint le 37e vice-roi de Nouvelle-Espagne (Mexique) le 15 octobre 1722, probablement l'un des plus renommés au Mexique et l'un des rares Créoles à obtenir le poste de vice-roi en Amérique hispanique.
Actuellement, le marquisat de Casa Fuerte est en possession de la famille Álvarez de Toledo.

## Liste des marquis de Casa Fuerte
- Juan de Acuña y Bejarano, premier marquis de Casa Fuerte.

- Joaquín José de Acuña y Figueroa, 2e marquis de Casa Fuerte, 2e marquis d'Escalona, (1662-1736).

- Juan Manuel de Acuña y Vázquez-Coronado, 3e marquis de Casa Fuerte, 3e marquis d'Escalona, (1695-1742).

- Francisco Xavier de Acuña y Prado, 4e marquis de Casa Fuerte, 4e marquis d'Escalona, (1727-1748).

- Joaquín Ciro de Acuña y Prado, 5e marquis de Casa Fuerte, 7e marquis de Bedmar (1738-1795).

- Antonio María de Acuña y Fernández de Miranda, 6e marquis de Casa Fuerte, 8e marquis de Bedmar, (1766-1810).

- Manuel Lorenzo de Acuña y Fernández-Miranda, 7e marquis de Casa Fuerte, 9e marquis de Bedmar, (1767-1821).

- Manuel Antonio de Acuña y Dewitte, 8e marquis de Casa Fuerte, 10e marquis de Bedmar, (1821-1883).

- María del Carmen de Acuña y Dewitte, 9e marquise de Casa Fuerte, (1817-1888).

- Pedro Álvarez de Toledo y Acuña, 10e marquis de Casa Fuerte, (1847-1890).

- Illán Álvarez de Toledo y Lefèbvre, 11e marquis de Casa Fuerte, (1882-1962).

- Julio Heredia y Halcón, 12e marquis de Casa Fuerte, (1985-1992).

- Juan Illán Álvarez de Toledo y Giraud, 13e marquis de Casa Fuerte, fils d'Illán Álvarez de Toledo y Lefèbvre et de Ivonne Giraud y Colom, épousa Dolores Aramburu y Houlin et mourut à Paris le 10 juillet 2012[1].
- Cayetana Álvarez de Toledo y Peralta-Ramos, 14e marquise de Casa Fuerte, depuis 2013[2].